# Thérèse Bertherat
Thérèse Bertherat (Lione, 28 maggio 1931 – Parigi, 19 maggio 2014) è stata una fisioterapista francese, chinesiterapeuta, che ha introdotto l'antiginnastica con Françoise Mézières.
Autrice di Guarire con l'antiginnastica (in francese Corps a ses raisons, 1976), propone un approccio allo studio e al lavoro sul corpo differente da quello della tradizionale chinesiterapia. 
Influenzata dalle idee di Ida Rolf, Fritz Perls, Françoise Mézières, nella sua concezione il corpo ha una memoria e un'intelligenza proprie. 

L'Antiginnastica T.B. (dove T.B. sono le iniziali aggiunte per differenziare il metodo dai vari altri che circolavano in quel periodo) prevede dei movimenti semplici e precisi, che non sono imposti al corpo, come nella ginnastica tradizionale. Essi sono invece proposti al corpo che li vive trovando una strada propria, con l'obiettivo di liberare le memorie e le tensioni accumulate nei tessuti.
Tra i libri tradotti in Italia, Guarire con l'antiginnastica (Oscar Mondadori 1999), La tigre in corpo (Mondadori, 2002).